# Aitor Larrazábal
Aitor Larrazábal Bilbao (ur. 21 czerwca 1971 w Bilbao) – hiszpański piłkarz, w latach 1990–2004 występujący na pozycji lewego obrońcy w Athleticu Bilbao.

## Kariera
Larrazábal całą piłkarską karierę spędził w barwach jednego klubu. Zanim wywalczył stałe miejsce w składzie pierwszej drużyny, bronił barw drugoligowych wówczas rezerw. Debiut w La Liga zaliczył 2 września 1990 roku w przegranym 0:1 meczu z CD Tenerife. Swoją pierwszą bramkę dla Los Leones zdobył zaś 3 listopada roku 1991 w wygranej 2:1 potyczce z RCD Mallorca.
Defensor występował na San Mamés do 2004 roku. We wszystkich rozgrywkach (biorąc pod uwagę rodzimą ligę, Copa del Rey, Puchar UEFA w sezonach 1994/95) i 1997/98 oraz Ligę Mistrzów 1998/99) zdobył 39 bramek w 386 występach. Wraz z kolegami w sezonie 1997/98 sięgnął po wicemistrzostwo Hiszpanii. Prowadzona wówczas przez Luisa Fernándeza drużyna, w której prym wiedli wówczas m.in. Julen Guerrero, Bittor Alkiza, Javier González, José Ángel Ziganda, Joseba Etxeberria czy Ismael Urzaiz - ustąpiła w tabeli tylko Barcelonie.
Po zakończeniu kariery Larrazábal był szkoleniowcem Gatiki, Lemony oraz Lezamy.

## Występy
| Sezon   | Klub            | Rozgrywki                                    | Mecze | Gole |
| ------- | --------------- | -------------------------------------------- | ----- | ---- |
| 1989/90 | Bilbao Athletic | Segunda División                             | 36    | 1    |
| 1990/91 | Bilbao Athletic | Segunda División                             | 7     | 1    |
| 1990/91 | Athletic Bilbao | Primera División                             | 18    | 0    |
| 1991/92 | Athletic Bilbao | Primera División                             | 28    | 1    |
| 1992/93 | Athletic Bilbao | Primera División                             | 33    | 1    |
| 1993/94 | Athletic Bilbao | Primera División                             | 32    | 4    |
| 1994/95 | Athletic Bilbao | Primera División / Puchar UEFA               | 32    | 3    |
| 1995/96 | Athletic Bilbao | Primera División                             | 36    | 2    |
| 1996/97 | Athletic Bilbao | Primera División                             | 37    | 5    |
| 1997/98 | Athletic Bilbao | Primera División, Copa del Rey / Puchar UEFA | 32    | 7    |
| 1998/99 | Athletic Bilbao | Primera División / Liga Mistrzów             | 29    | 2    |
| 1999/00 | Athletic Bilbao | Primera División, Copa del Rey               | 26    | 4    |
| 2000/01 | Athletic Bilbao | Primera División, Copa del Rey               | 25    | 4    |
| 2001/02 | Athletic Bilbao | Primera División, Copa del Rey               | 26    | 3    |
| 2002/03 | Athletic Bilbao | Primera División, Copa del Rey               | 21    | 2    |
| 2003/04 | Athletic Bilbao | Primera División                             | 15    | 1    |
|         | Łącznie         |                                              | 425   | 41   |